# Torrelavega
Torrelavega est une ville d’Espagne, la deuxième commune la plus peuplée de Cantabrie. Elle se situe en Espagne, dans le Nord Centre.
Ville jumelée avec la ville française de Rochefort en Charente-Maritime région de Nouvelle-Aquitaine.

## Sports
La ville dispose de nombreuses installations sportives, dont le Stade El Malecón, qui accueille la principale équipe de football de la ville, le Gimnástica de Torrelavega.

### Arrivées duTour d'Espagne
- 2001* :  David Millar
- 2001* :  Santiago Botero (clm)

2 arrivées dans la même année du Tour d'Espagne

## Architecture contemporaine

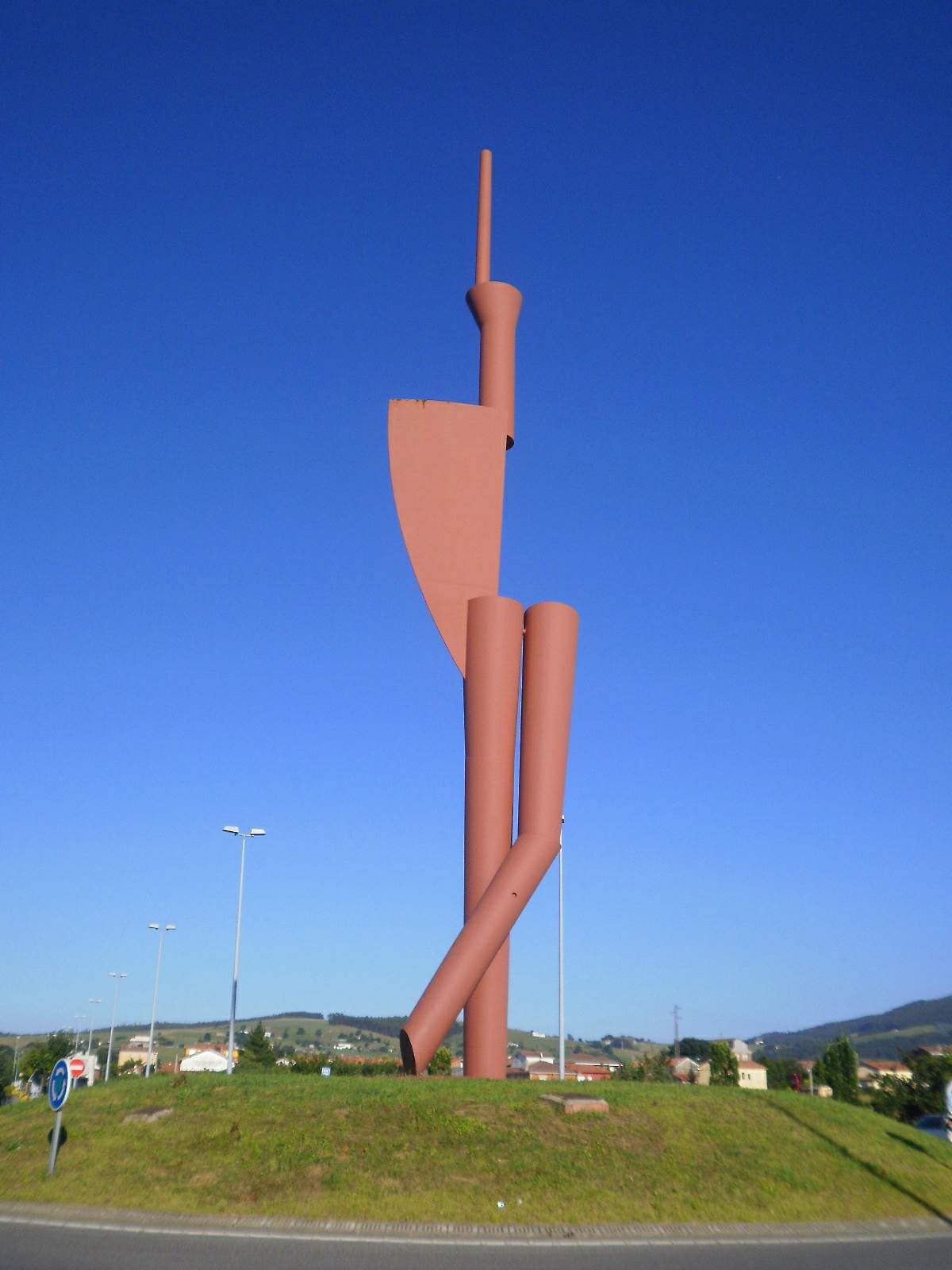
Sculpture de Miquel Navarro.

- Sculpture de Miquel Navarro.

## Personnalités liées à Torrelavega
- Joaquín Ruiz Sierra (1850-1893), architecte.
- Eduardo Pisano (1912-1986), artiste peintre expressionniste de l'École de Paris, est né à Torrelavega. L'école municipale d'art et une rue y ont été baptisées à son nom.
- Alfonso de Galarreta Genua, (1957-), prélat traditionaliste de la FSSPX consacré par Mgr Marcel Lefebvre en 1988, y est né.
- Alfonso Gutiérrez (de son nom complet Alfonso Gutiérrez Gutiérrez), (1961-) coureur cycliste professionnel espagnol.
- Óscar Freire, (1976-) triple champion du monde de cyclisme sur route, est né à Torrelavega.
- Juan José Cobo, (1981-) coureur cycliste professionnel vainqueur du Tour d'Espagne 2011, est né à Torrelavega.
- Daniel Sordo, (1983-) pilote de rallye automobile vainqueur d'une épreuve sur le championnat du monde des rallyes en 2013, est né à Torrelavega.
- Pachín (1938-2021), joueur de football espagnol.